# Berghausen (Pfinztal)
Berghausen ist der älteste und mit über 7000 Einwohnern der bevölkerungsreichste Ortsteil der Gemeinde Pfinztal im Landkreis Karlsruhe in Baden-Württemberg.
Im Zentrum des Ortes befindet sich ein Bildungszentrum mit Grund-, Haupt-, Werkreal-, Realschule und Gymnasium. Daneben gibt es mehrere Sporthallen wie die Pfinztal-, die TSV- und die Julius-Hirsch-Halle.

## Geografie
Berghausen liegt entlang der Pfinz und ist von den vier Erhebungen Mickenloch, Heulenberg, Hopfenberg und Hummelberg umgeben.
Berghausen grenzt an die Ortschaften Söllingen, Wöschbach, Jöhlingen, Grötzingen und Durlach.

## Geschichte
Funde eines Schädeldachs und Kieferteile eines Menschen aus der Altsteinzeit und Steingeräte und Tongefäße aus der Jungsteinzeit deuten auf eine frühe Besiedlung der Gegend hin.
Am Ostrand von Berghausen wurden in der Pfinzniederung fünf römische Gräber aufgefunden. Sie verfügten über beachtliche Grabbeigaben, wie Terra Sigillata und datieren um die Wende vom 1. zum 2. Jahrhundert nach Christus. Südwestlich von Berghausen fand man sieben fränkische Steinkistengräber.
Urkundlich erwähnt wird der Ort zum ersten Mal im Jahr 771 in einer Schenkung an das Kloster Lorsch und ist in der Folge der urkundlichen Nennung nach Bretten der zweitälteste Ort im Landkreis Karlsruhe.
Berghausen wird im späten 11. Jahrhundert im Zusammenhang mit dem Kloster Hirsau genannt. Danach besaß das Kloster Gottesaue schon um 1110 einen Weinberg am Hang des Hopfenbergs und um 1260 auch Rechte wie das Patronat und das Eintreiben von Steuern in der Form eines Zehnts. 1280 wird Berghausen im Weißenburger Urkundenbuch aufgelistet.
Die Herren von Gertringen bekamen das Dorf im 14. Jahrhundert von der Markgrafschaft Baden zum Lehen. Eigener Ortsadel ist von der Mitte des 13. bis gegen Ende des 15. Jahrhunderts nachweisbar, die Herren Fry von Barghusen. Um 1516 wird erstmals das Wasserschloss von Berghausen genannt. Über die Bewohner des Dorfes sind jedoch nur wenige Informationen bekannt. Der meiste Grundbesitz war in den Händen der Klöster und des Adels. Die Bevölkerung von Berghausen war eine der ersten, die sich um 1525 den Bauernaufständen anschloss.
Nach der Teilung der Markgrafschaft 1535 gehörte Berghausen von nun an zur Markgrafschaft Baden-Durlach. Mit der Einführung der Reformation durch Markgraf Karl II. am 1. Juni 1556 entstand die Evangelische Kirchengemeinde Berghausen. Von 1650 bis 1666 hat Conrad Heinrich von Selmnitz, der Hofrat des Markgraf Friedrich VI. von Baden-Durlach, seinen Wohnsitz im Schloss. Im Pfälzischen Erbfolgekrieg 1689 ist das Schloss offenbar verschont geblieben. Das Schloss lag nahe der heutigen Schlossgartenstraße damals östlich außerhalb des Ortes zwischen rechtem Pfinzufer und Fischweier, umgeben von einem Wassergraben und nur über eine Zugbrücke – ab 1748 eine Steinbrücke – erreichbar. 1759 waren bereits Teile des Schlosses baufällig. 1761 erwarb die Gemeinde das Schloss vom damaligen Markgraf Carl Friedrich von Baden-Durlach, dem späteren badischen Großherzog, und ließ es vollständig abbrechen. Anfang des 20. Jahrhunderts waren noch die Stelle des Fischweihers und die des Wassergrabens erkennbar.

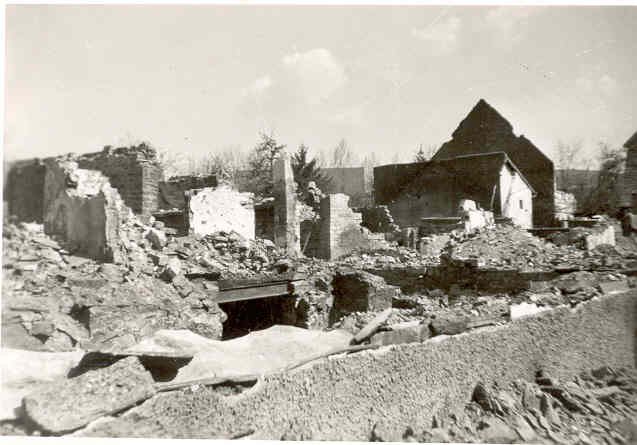
Schäden der Luftangriffe

Nach Ende der Teilung gehörte Berghausen ab 1771 zur Markgrafschaft Baden, nachfolgend zum Kurfürstentum Baden und schließlich zum neuen Großherzogtum Baden. Unter den badischen Truppen in Rastatt, Bruchsal und Karlsruhe kam es zu Aufständen. 1848/1849 diente der Ort während der Badischen Revolution zeitweise als Hauptquartier der Aufständischen. Die erste Eisenbahn fuhr 1859 durch Berghausen.
1918 gehörte Berghausen nach Abdankung des letzten Großherzogs zum Freistaat Baden, in der NS-Zeit zum Gau Baden. Im Verlauf des Zweiten Weltkrieges wurden durch einen schweren Luftangriff in der Nacht vom 24. auf den 25. April 1944 zwei Drittel aller Gebäude zerstört und vier Menschen getötet.
Seit 1952 gehört Berghausen zu Baden-Württemberg. Mit der Gemeindereform wurde der Ort am 1. Januar 1974 in die neu gegründete Gemeinde Pfinztal eingegliedert.
Zum 1250. Jahrestag der ersten urkundlichen Erwähnung im Jahr 771 waren für 2021 verschiedene Veranstaltungen geplant, von denen allerdings pandemiebedingt ein Teil online stattfinden musste, bzw. auf das Jahr 2022 verschoben wurde.

## Verkehr

### Straße
Das bestehende Straßennetz der Gemeinde mit den Bundesstraßen B 10 und B 293, der Kreisstraße 3541 und den zwei Bahnübergängen in Berghausen war durch den stark zunehmenden Straßenverkehr zu Beginn der 80er Jahre überlastet. Die Verkehrsplanung sah vor, den Bahnübergang in Richtung Jöhlingen zu unterführen und die Kreuzung an der B 10 und B 293 zu öffnen. Dadurch konnten beide Bahnübergänge geschlossen werden. Diese Baumaßnahme hatte den Abbruch verschiedener Gebäude, wie auch des Rathauses, zur Folge.

### Eisenbahn
Berghausen liegt zum einen an der Bahnstrecke Karlsruhe – Mühlacker, zum anderen auch an der Kraichgaubahn. Alle Haltestellen in Berghausen werden mit Tram Trains der Albtal-Verkehrs-Gesellschaft bedient und sind in die Stadtbahn Karlsruhe eingebunden.

#### Berghausen (Baden)
| Linie | Linienverlauf | Takt                                             |
| ----- | --- | ------------------------------------------------ |
| S 5   | Wörth (Rhein) Badepark – Wörth (Rhein) – KA Rheinbergstraße – KA Entenfang – KA Europaplatz – KA Marktplatz – KA Tullastraße/Alter Schlachthof – KA Durlach Bahnhof – KA Grötzingen – Berghausen (Baden) – Söllingen (b. KA) – Wilferdingen-Singen – Pforzheim Hbf | 10-Minuten-Takt, eine Taktlage durch S51 ersetzt |
| S 51  | Germersheim – Rheinzabern – Wörth (Rhein) – KA Rheinbergstraße – KA Entenfang – KA Europaplatz – KA Marktplatz – KA Tullastraße/Alter Schlachthof – KA Durlach Bahnhof – KA Grötzingen – Berghausen (Baden) – Söllingen (b. KA) Reetzstraße                        | Stundentakt bis Berghausen (Baden)               |

#### Berghausen Pfinzbrücke
| Linie | Linienverlauf | Takt                                             |
| ----- | --- | ------------------------------------------------ |
| S 5   | Wörth (Rhein) Badepark – Wörth (Rhein) – KA Rheinbergstraße – KA Entenfang – KA Europaplatz – KA Marktplatz – KA Tullastraße/Alter Schlachthof – KA Durlach Bahnhof – KA Grötzingen – Berghausen (Baden) – Söllingen (b. KA) – Wilferdingen-Singen – Pforzheim Hbf | 10-Minuten-Takt, eine Taktlage durch S51 ersetzt |
| S 51  | Germersheim – Rheinzabern – Wörth (Rhein) – KA Rheinbergstraße – KA Entenfang – KA Europaplatz – KA Marktplatz – KA Tullastraße/Alter Schlachthof – KA Durlach Bahnhof – KA Grötzingen – Berghausen (Baden) – Söllingen (b. KA) Reetzstraße                        | Stundentakt bis Berghausen (Baden)               |

#### Berghausen Am Stadion
| Linie | Linienverlauf | Takt                                             |
| ----- | --- | ------------------------------------------------ |
| S 5   | Wörth (Rhein) Badepark – Wörth (Rhein) – KA Rheinbergstraße – KA Entenfang – KA Europaplatz – KA Marktplatz – KA Tullastraße/Alter Schlachthof – KA Durlach Bahnhof – KA Grötzingen – Berghausen (Baden) – Söllingen (b. KA) – Wilferdingen-Singen – Pforzheim Hbf | 10-Minuten-Takt, eine Taktlage durch S51 ersetzt |
| S 51  | Germersheim – Rheinzabern – Wörth (Rhein) – KA Rheinbergstraße – KA Entenfang – KA Europaplatz – KA Marktplatz – KA Tullastraße/Alter Schlachthof – KA Durlach Bahnhof – KA Grötzingen – Berghausen (Baden) – Söllingen (b. KA) Reetzstraße                        | zu HVZ                                           |

#### Berghausen Hummelberg
| Linie | Linienverlauf | Takt               |
| ----- | --- | ------------------ |
| S 4   | KA Albtalbahnhof – KA Hbf/Vorplatz – KA Marktplatz – KA Tullastraße/Alter Schlachthof – KA Durlach – KA Grötzingen – Jöhlingen – Bretten – Bretten-Gölshausen – Flehingen – Eppingen – Schwaigern West – Leingarten – HN Hbf/Willy-Brandt-Platz – HN Pfühlpark – Eschenau (b. HN) – Öhringen Hbf – Öhringen Cappel | 20/40-Minuten-Takt |

## Wirtschaft
Neben verschiedenen Gewerbegebieten ist Berghausen auch der Sitz des Fraunhofer-Instituts für chemische Technologie. An das Gelände angrenzend wurde ein Gewerbegebiet für Firmen der Entwicklungsbranche errichtet.

## Bildung

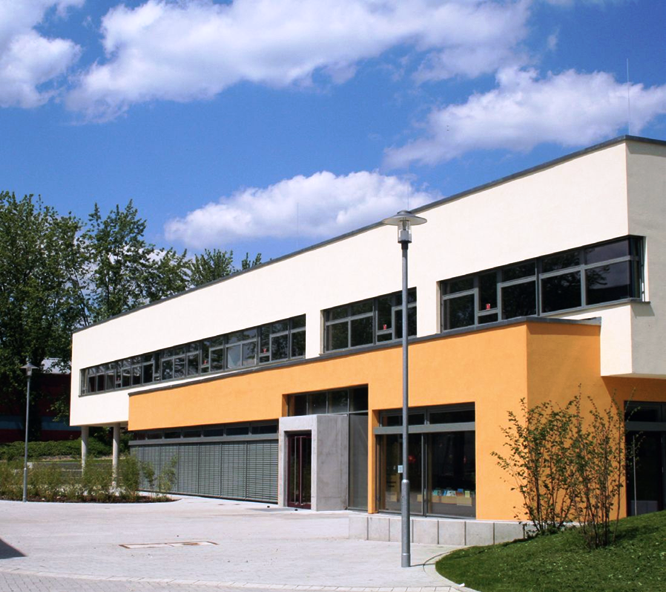
Mensa im Bildungszentrum

1953 entstand mit der Gartenschule der erste berghausener Schulneubau der Nachkriegszeit. Mit dem Bau des ersten Abschnitts der Parkschule wurde 1964 begonnen. Mit Beschluss des Kultusministeriums vom 17. März 1970 wurde Berghausen als Standort eines sogenannten „Großen Bildungszentrums“ mit Hauptschule, Realschule und Gymnasium bestimmt. Im Bildungszentrum Pfinztal sind in Berghausen alle Schularten vertreten. Das Ludwig-Marum-Gymnasium und die Geschwister-Scholl-Realschule, sowie eine der Sporthallen die Julius-Hirsch-Halle sind nach Opfern des Nationalsozialismus benannt. Das Bildungszentrum verfügt in den weiterführenden Schularten über eine Ganztagesschule samt Mensa für die Verpflegung der Schüler.
Neben dem gemeindlichen Kindergarten „Rasselbande“ und den Kinderhorten gibt es noch weitere kirchliche Kinderbetreuungseinrichtungen im Ort.
Unweit des Bildungszentrums findet sich auch das Pfinztaler Jugendhaus.

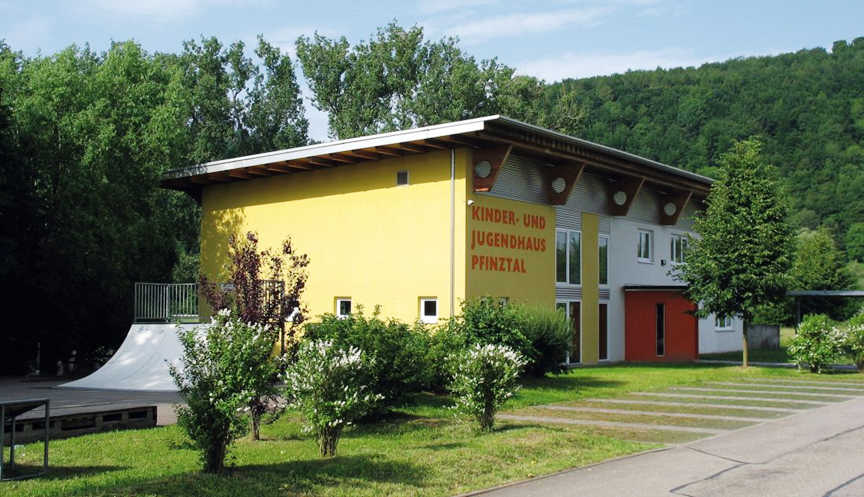
Jugendhaus Pfinztal

## Kirchen und Glaubensgemeinschaften
In Berghausen sind mehrere Kirchen und Glaubensgemeinschaften vertreten: die Evangelische Kirchengemeinde Berghausen-Wöschbach, die Katholische Pfarrgemeinde Berghausen, die Liebenzeller Gemeinschaft Berghausen und die Neuapostolische Kirchengemeinde Berghausen. Zentral gelegen befinden sich drei Kirchengebäude: Die evangelische, die katholische und die neuapostolische Kirche.

## Öffentliche Einrichtungen
Neben dem Bildungszentrum gibt es noch weitere Versammlungsstätten, wie die Pfinztalhalle, die TSV-Halle, den Selmnitzsaal, das Hopfenbergstadion und die Kulturhalle.
In der Mitte des Ortes wurde mit dem „Europaplatz“ Anfang des neuen Jahrtausends eine neue Ortsmitte mit Postfiliale, Ortsverwaltung und weiteren Geschäften geschaffen.

## Sehenswürdigkeiten

### Bertha Benz Memorial Route
Berghausen liegt an der Bertha Benz Memorial Route, die an die erste automobile Fernfahrt von 1888 erinnert, und von Mannheim über Berghausen nach Pforzheim und über Bretten wieder zurück nach Mannheim führte.

### Martinskirche
Die Martinskirche in Berghausen war ursprünglich ein Wehrturm im romanischen Baustil. Das kleine schmale Fenster an der Nordostseite wurde nachträglich im spätgotischen Stil eingefügt, aus gleicher Zeit ist der Wandtabernakel (vor 1356) im Inneren des Turms. Im Jahre 1754 wurde das ehemalige spitzere Dach in diese Form gebracht. 1862 wurden die Hohlziegel durch schwarzen Schiefer ersetzt. Als die Kirche 1961 zu klein und zudem sanierungsbedürftig wurde, riss man das alte Kirchenschiff ab. Dabei fand man einige Münzen (die älteste von 1277) und alte Grundmauern und Gräber. Die Abdeckplatte eines Grabes war aus dem Bruchstück einer römischen Türschwelle. Der neue Grundriss des Kirchenschiffs unter Beibehaltung des bestehenden alten Kirchturms, ein langgezogenes Sechseck stammt von Architekten G. Einwächter, bietet 660 Sitzplätze und wurde 1962 seiner Bestimmung übergeben.

### Weitere Sehenswürdigkeiten
Gasthaus Zum  Laub

## Wappen
Das Wappen des Ortes Berghausen wurde von der Gemeinde Berghausen bereits seit 1510 geführt. Es wurde vom Markgrafen von Baden-Durlach auch als Siegel verliehen. Er zeigt in der linken Hälfte das badische Wappen, den roten Schrägbalken im gelben Feld, in der rechten Hälfte den gepanzerten Arm in Silber, die Hand in rosa, welche eine herabhängendes rotes Tuch hält. Dieser rechte Teil erinnert an den Ortsheiligen, St. Martin von Tours der vor seinem Eintritt in den geistlichen Stand als Ritter seinen Soldatenmantel mit dem Schwert durchschnitt und die Hälfte einem frierenden Armen gereicht hat.

## Vereine
In Berghausen gibt es 33 Vereine, darunter den CVJM Berghausen e. V. (gegründet am 1. Juni 1924), den Entschieden für Christus Berghausen, FC Viktoria Berghausen und den DRK-Ortsverein Berghausen e. V.

## Persönlichkeiten
- Otto Seidenadel (* 1. Juni 1866 in Berghausen; † 25. September 1918 in Karlsruhe), badischer Oberamtmann
- Kurt Emil Koch  (* 16. November 1913 in Berghausen; † 25. Januar 1987), evangelischer Theologe und Publizist
- Wolfgang Trust (* 27. Mai 1926 in Karlsruhe; † 14. April 1986 in Baden-Baden), Grafiker und Bildhauer
- Roland Geggus (* 1. November 1948 in Berghausen; † 20. Oktober 2011 in Wöschbach), Basketballfunktionär, Präsident des Deutschen Basketball Bundes
- Thomas Eisinger (* 20. Mai 1960 in Berghausen), evangelikaler Theologe, Religionspädagoge